# Nationale frisere
Ved nationale frisere forstås de frisere, der definerer sig som en selvstændig nationale gruppe eller et folk på grundlag af et selvstændigt frisisk sprog, kultur og historie. Det står i modsætning til de frisere, der opfatter sig som en tysk stamme (i Nord- og Østfrisland) eller en del af det nederlandske folk (i den nederlandske provins Frisland).
I det nederlandske Frisland danner de nationale frisere et eget politisk parti (Fryske Nasjonale Partij). I Nordfrisland er de nationale frisere organiseret i Friisk Foriining, som samarbejder med det danske mindretal gennem Sydslesvigsk Vælgerforening, der er repræsenteret i den slesvig-holstenske landdag i Kiel. I Østfrisland blev det lille regionalparti Die Friesen grundlagt i 2007.